# 石上實
石上 實（いしがみ みのる、1916年8月5日 - 1989年1月14日は、日本の経営者。東京都出身。新字体の「石上 実」とも表記される。

## 経歴
1937年に横浜高等商業学校を卒業し、同年に王子製紙に入社。学生から社会人にかけてはバスケットボールを行いフォワードを担当。
1949年に十條製紙に転じ、1970年5月に取締役に就任し、1973年5月に常務、1976年6月に専務を経て、1982年6月には社長に就任した。
1983年4月に藍綬褒章を受章し、1988年11月に勲二等瑞宝章を受章
1989年1月14日脳出血のために死去。72歳没。